# COGOG

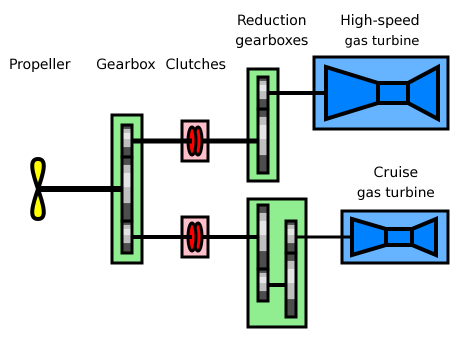
Комбинированная установка схемы COGOG

COGOG (англ. COmbined Gas turbine Or Gas turbine, букв. комбинирование газовой турбины или газовой турбины) — комбинированная газотурбинная корабельная энергетическая установка, в которой две газовые турбины работают на один вал гребного винта, однако возможность их одновременной работы не предусмотрена.
В схемах COGOG как правило используется маломощная и высокоэкономичная турбина для экономического хода и трубина высокой мощности для максимального хода. Коробка передач позволяет работать на вал любой из двух турбин, но не обеим одновременно. Благодаря этому отсутствует необходимость в сложных и потенциально ненадёжных передаточных механизмах.
Необходимость комбинировать работу двух турбин обусловлена низкой эффективностью газовых турбин при работе с неполной нагрузкой. Так, маломощная турбина, работающая на полную мощность, более эффективна, чем вдвое более мощная турбина в режиме 50 % мощности.
Система COGOG применяется на крейсерах проекта 1164 «Атлант».
HMS Exmouth (F84) ВМС Великобритании переоборудован энергетической установкой схемы COGOG в качестве испытательной платформы.